# フレンドシップ・ゲームズ
フレンドシップ・ゲームズ（Friendship Games）もしくは フレンドシップ84（ロシア語: Дружба-84）は、1984年7月2日から9月16日まで、ソビエト社会主義共和国連邦（ソ連）及び8カ国の社会主義諸国の計9カ国が同年のロス五輪をボイコットして開催した総合競技大会。
フレンドシップ・ゲームズの公式筋はIOCとの摩擦を避けるために、今大会がロサンゼルスオリンピックの対抗大会であることを否定している。今大会は度々、東側諸国による代替オリンピックとも称された。今大会は約50カ国が参加した。オリンピックをボイコットした国から参加した選手は一線級のアスリートが揃っていたが、オリンピックに出場した国から参加した選手は、オリンピックに出場できなかった二線級のアスリートの寄せ集めとなった。

## ボイコットの背景

1984年5月にIOC会長である フアン・アントニオ・サマランチ (2000年撮影)は、ロサンゼルスオリンピックのボイコットの撤回を求めて東側諸国と会合を持った。しかしながら、東側諸国の方はこの会合をフレンドシップ・ゲームズの詳細を話し合う場とした。サマランチが唯一成功したことは、ルーマニア社会主義共和国をボイコットに加担させなかったことだけだった。

ロサンゼルスオリンピック開幕まで3ヶ月を切った1984年5月8日にソ連は、ロサンゼルスでは自国の選手の身の安全が保証されないとして、オリンピックのボイコットを表明した。タス通信は、アメリカが政治目的のためにオリンピックを不当に利用していると更なる非難を加えた。「ワシントン政府による国際関係における尊大で覇権主義的な振る舞いは、オリンピック・ムーブメントの崇高な理想と相反するものである」。公式声明が出される数時間前に発行されたロンドンイブニングスタンダード紙の記事で、西側のマスコミ向けに記事を書いているソ連のジャーナリストであるビクトル・ルイス(西側に非公式な手段で情報を漏洩させるためにクレムリンが利用していると考えられている人物)が、ソ連によるボイコットの決定を最初に世界に知らしめた。さらに、ソ連圏による代替競技大会のための詳細な計画がすでに作成されていることも付け加えた。アメリカの組織委員会を混乱に陥れるためにぎりぎりになってからそれは発表されるだろうと、ルイスは書き記した。記事ではブルガリア人民共和国が大会のホスト国となるだろうとしている。5月10日にはブルガリアがソ連によるボイコットに加わった最初の国となった。同日にドイツ民主共和国(東ドイツ)もそれに加わった。5月11日にはモンゴル人民共和国とベトナム社会主義共和国が続いた。
5月13日にルイスはフランスのジュールナル・デュ・ディマンシェ誌で別の記事を掲載した。そこでもソ連がオリンピックに対抗するための大会をブルガリアの首都であるソフィアで開催するであろう事を記した。但し今回は、ソ連がその種の企てによりIOCから除名されることを恐れているとして、実際に大会が開催されるか疑わしいともした。同日にはソ連のスポーツコメンテーターであるフセボルド・クスクスキンがABCテレビのディス・ウィークという番組で、東欧圏がそのような大会を開催することはないとコメントした。さらに同日、ラオス人民民主共和国、チェコスロバキア社会主義共和国、アフガニスタン民主共和国がボイコットを表明した。
5月14日にソビエトオリンピック委員会会長のマラト・グラモフは、ボイコット問題を論じるために記者会見を開いた。
その会見においてグラモフは、オリンピックと競合する事を目的としたいかなる大会も支持することはないだろうと確約した。同日、ポーランド人民共和国は次のように声明した。「東側諸国の代表はオリンピックへの対抗を目的とした大会の考案には拒否権を行使したが、ロサンゼルスオリンピックに参加しない代わりに、東側諸国の様々な国で様々な競技大会をオリンピックとは別の期間に開催することになるだろう」。
5月16日にはハンガリー人民共和国がオリンピックをボイコットした9カ国目となった。翌日にはポーランドが続いた。
5月20日にはオーストリアのプレッセ誌でオラフ・ブロックマンは、ソ連のデカスロンチームの主任指導者であるアレクサンダー・ウシャコフの発言として、東側諸国が大会における一連の競技種目を早急に準備していることを伝えた。ブロックマンはそのうち5つの競技名を挙げた。陸上競技はチェコスロバキアのプラハと東ドイツの東ベルリン及びポツダム、フェンシング、近代五種、ボクシングはポーランドで開催されるとした。また、伝えられるところによれば、オリンピックへのいかなる形の対抗大会も禁止するIOCとの衝突を避けるために、今大会はオリンピック期間以外に開催されるだろうと、ウシャコフは述べたという。
5月21日からチェコスロバキアのプラハでIOC会長のサマランチは、東側諸国の11に上るオリンピック委員会と会合を持った(ボイコットを表明したブルガリア、チェコスロバキア、東ドイツ、ハンガリー、モンゴル、ポーランド、ソ連、ベトナムの8カ国及びキューバ、北朝鮮、ルーマニア)。
サマランチは説得によってボイコットした国が態度を改めることに希望を抱いていた。しかし、会議に参加した11カ国のうちルーマニア社会主義共和国のみがオリンピックへの参加を約束しただけで、それ以外の国は態度を変化させるどころか、この会合において彼らのための夏季競技大会について論じる始末だった。5月24日にはプラハのテレビにおいてチェコスロバキアオリンピック委員会会長のアントニン・ヒムルが、オリンピック終了後にいくつもの東側諸国において、オリンピック競技に基づいた独自の競技大会を開催する事を表明した。過去4年間実直に鍛錬してきた選手に彼らの能力を発揮する機会を与える事を目的とした大会だという。かくして、フレンドシップ・ゲームズの概念が公式に宣言されることになった。
ヒルムはロサンゼルスオリンピックの閉幕となる8月12日以降に大会が開催されるであろうと述べた。また、チェコスロバキアでは体操、アーチェリー、女子ハンドボール、女子陸上競技が開催されるという。さらにヒルムは、今大会はオリンピックに出場した諸国の選手も含めて全ての選手が参加可能だと表明した。
その会合のすぐ後にはキューバ共和国がオリンピックのボイコットを表明した。6月の終盤までに朝鮮民主主義人民共和国(北朝鮮)、イエメン人民民主共和国(南イエメン)、社会主義エチオピア、アンゴラ人民共和国もボイコットに加わった。
6月にソ連はテッド・ターナーと彼が所有するターナー・ブロードキャスティング・システムに対して、アメリカの視聴者に向けてハンガリーで開催される今大会のテレビ放映について打診したが、拒否された。しかし、彼の放送局が他のスポーツ大会同様に今大会の一部の模様を放映することは約束した。

## 参加国

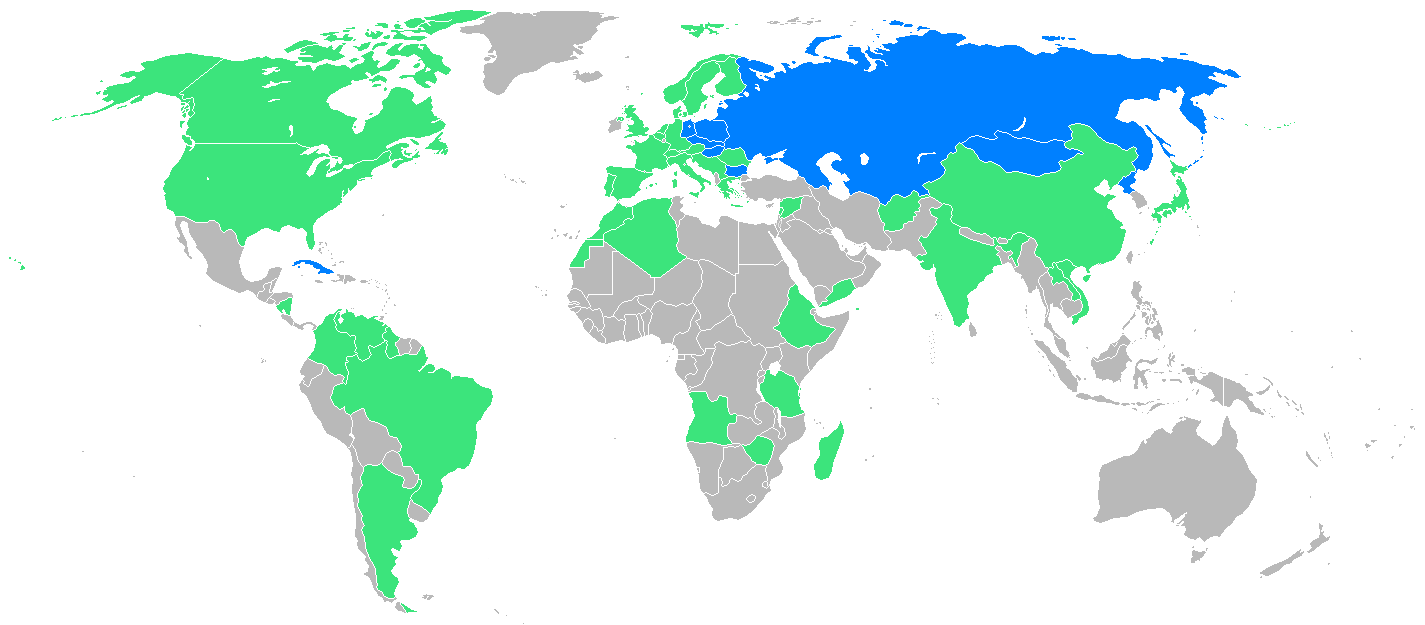
ホスト国は青色、その他の参加国は緑色を示す

当初、ソ連で開催される大会には8000名近い選手の参加が見積もられていた。後に、参加が見込まれる選手は49カ国から2300名と判明した。しかしながら、実際に参加した選手はそれ以下だった 。ソ連以外の国で開催された競技大会に参加した選手の正確な数は不明である。
オリンピックをボイコットした国から参加した選手は一線級のアスリートが揃っていたが、オリンピックに出場した国から参加した選手は、オリンピックに出場できなかった二線級のアスリートの寄せ集めとなった。
| - アフガニスタン - アルジェリア - アンゴラ - アルゼンチン - オーストリア - ベルギー - ブラジル - ブルガリア - カナダ - 中華人民共和国 - コロンビア - キューバ - チェコスロバキア | - デンマーク - 東ドイツ - エチオピア - フィンランド - フランス - イギリス - ギリシャ - ガイアナ - ハンガリー - インド - イタリア - 日本 - ラオス | - レバノン - マダガスカル - モンゴル - モロッコ - オランダ - ニカラグア - 北朝鮮 - ノルウェー - ポーランド - ポルトガル - ルーマニア - 南イエメン - ソビエト連邦 | - スペイン - スウェーデン - スイス - シリア - タンザニア - アメリカ合衆国 - ベネズエラ - ベトナム - 西ドイツ - ユーゴスラビア - ジンバブエ |

## 開会式
今大会は7月2日に北朝鮮で卓球競技が開催されたことにより始まったが、公式の開会式は8月18日にモスクワのレーニンスタジアムで2時間に渡って開催された。そのすぐ後にソ連国内での競技が始まった。
開会式ではソ連の各共和国の民族衣装をまとった多数の子供たちが登場した。また、白いレオタードを身に付けた少女たちが赤と白のビーチボールを同時に回転させたり、若い実演者の一団がしゃがんだり向きを変えたりしながら、色鮮やかな横断幕に合わせて人間機織りを作り出した。さらには、銀色のフラフープを手に赤い服で着飾った10代の少女たちが「ソ連」と「平和」の文字を形作った。この開会式はオリンピック開会式を連想させるものだと評された。
オリンピック開会式で見られるような聖火ランナー(1980年のモスクワオリンピック金メダリストである陸上競技のビクトル・マルキン) が、モスクワオリンピックのために建設された巨大なスタジアムに歩を進めて炎を照らし出した。その聖火はクレムリンに位置する第2次世界大戦の犠牲者のための永遠の灯火からもたらされたものだった。
入場行進はオリンピックと異なり、国単位ではなくディナモやスパルタクといったスポーツ団体単位でなされた。
開会式では、赤軍に捧げられた1918年の軍事行進曲や、1980年のモスクワオリンピックのために書かれた"我が夢のスタジアム"、さらには、"晴れやかな平和にはイエス、イエス、イエス/ 核爆発にはノー、ノー、ノー"というコーラスを伴った、今回の為に特別に作られた曲などが演奏された。
ソ連共産党書記長のコンスタンチン・チェルネンコは開会式に出席しなかった。しかし、共産党の政治局員であるドミトリー・ウスチノフ、ミハイル・ゴルバチョフ、グリゴリー・ロマノフ、ヴィタリー・ウォロトニコフ、ヴィクトル・グリシンの5名は姿を現した。

## 概要
各競技は7月2日から9月16日にかけて、ブルガリア、キューバ、チェコスロバキア、東ドイツ、ハンガリー、北朝鮮、モンゴル、ポーランド及びソ連の9カ国において開催された。ロサンゼルスオリンピックの開催期間である7月28日から8月12日までは馬術を除いて開催されなかった。
大会ではサッカーとアーティスティックスイミングを除いた22のオリンピック競技及び非オリンピック競技の卓球、テニス、サンボが実施された。さらには、同じく非オリンピック種目である女子の射撃と新体操の団体戦も実施されたが、ロサンゼルスオリンピックでは採用された女子のロードレース (自転車競技)は実施されなかった。

### アーチェリー

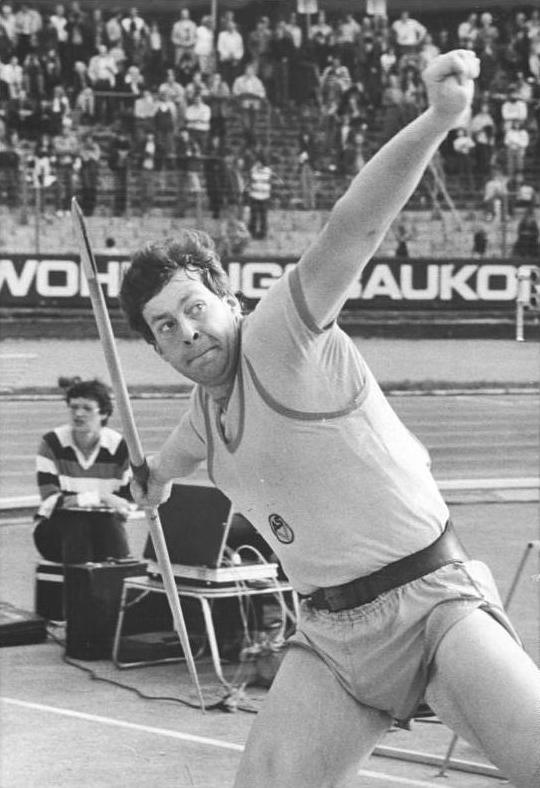
やり投げで金メダルを獲得した東ドイツのウベ・ホーン

フレンドシップ・ゲームズにおけるアーチェリー競技
ソ連が6種目中5種目を制した。

### 陸上競技
フレンドシップ・ゲームズにおける陸上競技
大会が始まる前にソ連のコーチであるイゴール・テルオバネシアンは、自国の選手たちが大会では10以上の世界記録を達成する可能性について語っていたが、1つも世界記録を出せなかった。一方で、東ドイツの円盤投げの選手であるイリーナ・メスジンスキーが73m36cmの世界記録を出した。また、陸上競技はロサンゼルスオリンピックの金メダリストが参加した唯一の競技となった。女子4×100mリレー金メダリストであるアメリカのアリス・ブラウンと女子砲丸投金メダリストである西ドイツのクラウディア・ロッシュが参加したものの、両者とも今大会ではメダルを獲得できなかった
。
男子800mではキューバのアルベルト・フアントレナとポーランドのリシャルド・オストロフスキーが同時にゴールするという珍事が起こった。写真判定でも判別が付かなかったのでどちらが1位であるか決められず、運営側は両者を勝者とした。
毎年開催されていたモスクワマラソンを今大会のマラソン競技に割り当てることにした。このことでちょっとした問題を引き起こした。モスクワマラソンには毎年モスクワのアメリカ大使館付きの海兵隊員が参加していたが、モスクワマラソンがフレンドシップ・ゲームズの一部として扱われたことにより、参加を見合わせることになった。

### バスケットボール
フレンドシップ・ゲームズにおけるバスケットボール競技
男子は決勝でソ連がチェコスロバキアを105対70で破って優勝した。キューバがポーランドを破って3位になった。女子もソ連が優勝した。女子は総当りのリーグ戦での開催だったために、準決勝や決勝は行われなかった。

### ボクシング
フレンドシップ・ゲームズにおけるボクシング競技
ホスト国のキューバが11階級のうち10階級を制した。残りの1階級であるウェルター級は東ドイツのトルステン・シュミットが優勝した。オリンピックで3連覇をしていたキューバのテオフィロ・ステベンソンは、自国がロサンゼルスオリンピックをボイコットしたためにオリンピック4連覇を達成することはできなかったが、今大会のスーパーヘビー級を制した。ボクシングは今大会でソ連が金メダルを獲得できなかった3競技のうちの1つとなった。残りの2競技は近代五種と卓球だった。

### カヌー
フレンドシップ・ゲームズにおけるカヌー競技
ホスト国の東ドイツとソ連が、12種目のうちそれぞれ6種目で金メダルを獲得した。

### 自転車
フレンドシップ・ゲームズにおける自転車競技
東ドイツのシュライツにあるシュライツァー・ドライエックは、普段自動車かバイクのレース用トラックとして使用されていたが、今回は個人ロードレース種目用の施設として用いられた。ベテランのウーヴェ・アンプラーやウーヴェ・ラーブといった多数のピース・レース参加者を始めとした、この時代のトップレベルの競技者が今大会に集った。

### 飛込競技
フレンドシップ・ゲームズにおける飛込競技
飛込競技もまた東ドイツとソ連によって金メダルが独占された。金メダリストにはアレクサンドル・ポルトノフやブリタ・バルドゥスなどがいた。

### 馬術
フレンドシップ・ゲームズにおける馬術競技
馬術競技の一部は今大会で唯一、ロサンゼルスオリンピックと同時期となる8月6日から10日に開催された。この競技で西ドイツとイタリアの選手が今大会で唯一となるメダルを獲得した。馬場馬術ではユーリ・コフショフが2頭に乗馬して、それぞれ金メダルと銀メダルを獲得した。

### フェンシング
フレンドシップ・ゲームズにおけるフェンシング競技
男子はソ連の選手がほとんどの種目を制したが、女子はゲルトルード・ステファネクとエディト・コヴァーチュの活躍により、ハンガリーが2種目を制した。

### ホッケー
フレンドシップ・ゲームズにおけるホッケー競技
男子はソ連のAチームが制した。同じくBチームが3位になったので、4位のジンバブエに銅メダルが授与された。また、男子はアフガニスタン民主共和国が出場したが、東ドイツに0-27で大敗したのを始め全敗した。

### 体操
フレンドシップ・ゲームズにおける体操競技
女子の体操ではオルガ・モステパノワが、個人戦で4回、団体戦で6回の計10回も10点満点を出した。新体操における15のメダルは、ブルガリアのディリアナ・ゲオルギエバとアネリア・ラレンコヴァ及び、ソ連のガリーナ・ベログラゾワとダリア・クトカイテの4名のみによって独占された。

### ハンドボール
フレンドシップ・ゲームズにおけるハンドボール競技
男子は決勝で東ドイツがソ連を18-17で破って接戦をものにした。ポーランドが3位だった。ハンガリーのペーテル・コヴァーチュが今大会最多の26得点を記録した。女子はソ連が制した。

### 柔道
フレンドシップ・ゲームズにおける柔道競技
ソ連がほとんどの階級で金メダルを獲得した。ホスト国となったポーランドも7つのメダルを獲得するなど大きな成功を収めた。

### 近代五種
フレンドシップ・ゲームズにおける近代五種競技
ハンガリーのラースロー・ファービアーンが個人戦を制した。団体戦もハンガリーが勝利した。

### ボート
フレンドシップ・ゲームズにおけるボート競技
ソ連が14種目のうち11種目を制した。残りの3種目は東ドイツが勝利した。

### セーリング
フレンドシップ・ゲームズにおけるセーリング競技
セーリングはエストニアのタリンに面したバルト海で開催された。470級とフィン級のみはハンガリーのバラトン湖で実施された。金メダルはソ連と東ドイツによって独占された。この競技でカナダとフィンランドが今大会における唯一のメダルを獲得した。

### 射撃
フレンドシップ・ゲームズにおける射撃競技
オリンピックで実施されている種目が今大会でも実施されたが、それに加えて非オリンピック種目である女子の10mエアピストルと50mライフル3ポジションも実施された。

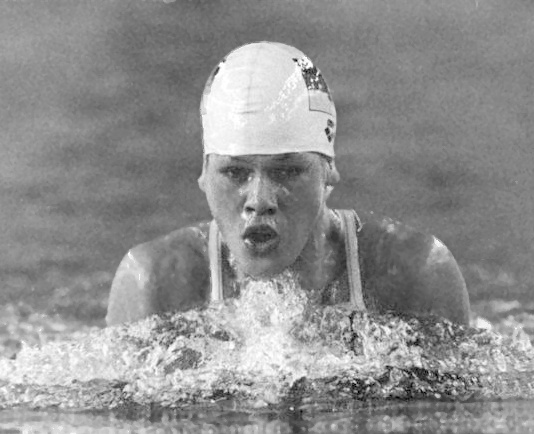
シルビア・ゲラシュ (1987年撮影), 15歳ながら女子100m平泳ぎで世界新記録を樹立した。

### 競泳
フレンドシップ・ゲームズにおける競泳競技
今大会で5つの世界新記録が樹立された。男子200m背泳ぎでソ連のセルゲイ・ザボロトノフが記録した1分58秒41は、ロサンゼルスオリンピックで優勝したアメリカのリック・キャリーより1秒半も早かったことから、観衆を大いに沸かせることとなった。東ドイツの選手である15歳のシルビア・ゲラシュは女子100m平泳ぎ及び、チームの一員として出場した4 ×100メドレーリレーで、それぞれ世界新記録を打ち立てた。

### 卓球
フレンドシップ・ゲームズにおける卓球競技
卓球はこの時点でまだオリンピック競技ではなかったが、今大会では北朝鮮で開催された唯一の競技となった。北朝鮮が7種目のうち4種目を制した。特筆すべきは、中ソ対立により他の社会主義諸国と一線を画してきた中国が、この競技には参加したことだった。また、この競技で小野誠治と阿部博幸が、今大会における日本選手唯一のメダルとなる金メダルを男子ダブルスで獲得した。

### テニス
フレンドシップ・ゲームズにおけるテニス競技
男女の個人戦と男子ダブルスはソ連の選手が制した。女子ダブルスはチェコスロバキアが勝利した。

### バレーボール
フレンドシップ・ゲームズにおけるバレーボール競技
男子は取り立てて驚くこともなく、ソ連がキューバとポーランドを抑えて優勝した。女子はキューバがソ連を破って優勝した。

### 水球
フレンドシップ・ゲームズにおける水球競技
1980年のモスクワオリンピックで金メダルを獲得した選手が大半を占めるソ連チームが優勝した。ハンガリーが2位、キューバが3位となった。

### ウェイトリフティング
フレンドシップ・ゲームズにおけるウェイトリフティング競技
ブルガリアとソ連が金メダルを独占した。今大会ではソ連のアナトリ・ピサレンコがスーパーヘビー級で2度世界記録を破ったのを始め、30回も世界記録が更新された。

### レスリング
フレンドシップ・ゲームズにおけるレスリング競技
フリースタイルレスリングとグレコローマンレスリングに加えて、非オリンピック競技であるサンボも実施された。サンボはモンゴルで開催された唯一の競技でもあった。

## メダル数一覧
以下は「Na olimpijskim szlaku 1984」 及び 「Gwiazdy sportu '84」という書籍における統計に基づく。なお、サンボはメダル数に含まれていない。
| 順    | 国・地域               | 金  | 銀  | 銅  | 計  |
| ----- | ---------------------- | --- | --- | --- | --- |
| 1     | ソビエト連邦           | 126 | 87  | 69  | 282 |
| 2     | 東ドイツ               | 50  | 45  | 43  | 138 |
| 3     | ブルガリア             | 21  | 25  | 29  | 75  |
| 4     | キューバ               | 15  | 11  | 12  | 38  |
| 5     | ハンガリー             | 10  | 17  | 24  | 51  |
| 6     | ポーランド             | 7   | 17  | 34  | 58  |
| 7     | 朝鮮民主主義人民共和国 | 5   | 5   | 10  | 20  |
| 8     | チェコスロバキア       | 2   | 18  | 28  | 48  |
| 9     | 中国                   | 2   | 1   | 4   | 7   |
| 10    | エチオピア             | 1   | 2   | 2   | 5   |
| 11    | 西ドイツ               | 1   | 1   | 1   | 3   |
| 12    | イタリア               | 1   | 1   | 0   | 2   |
| 13    | 日本                   | 1   | 0   | 0   | 1   |
| 14    | モンゴル               | 0   | 2   | 5   | 7   |
| 15    | カナダ                 | 0   | 1   | 0   | 1   |
| 16    | ベネズエラ             | 0   | 0   | 2   | 2   |
| 17    | フィンランド           | 0   | 0   | 1   | 1   |
| 18    | スウェーデン           | 0   | 0   | 1   | 1   |
| 19    | ジンバブエ             | 0   | 0   | 1   | 1   |
| Total | Total                  | 242 | 233 | 266 | 741 |

## オリンピックとの比較

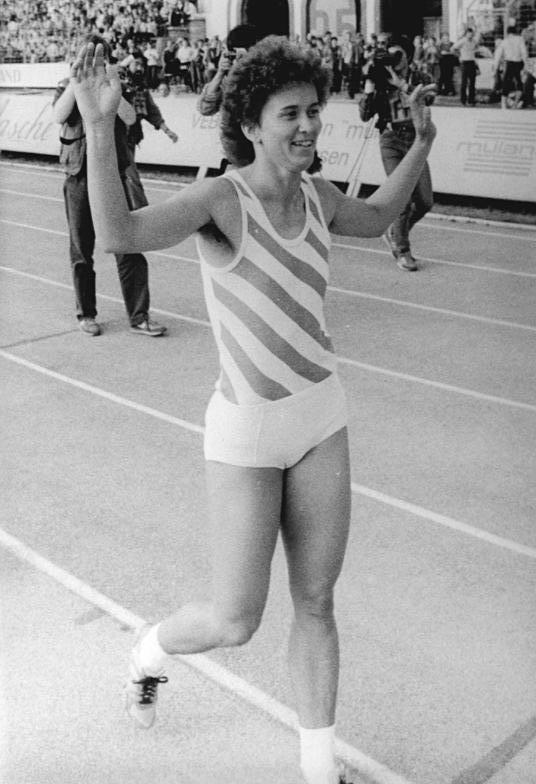
女子100mで優勝した東ドイツのマルリース・ゲールの出した10秒95は、アメリカのエベリン・アシュフォードがロサンゼルスオリンピックで優勝した際に記録した10秒97より僅かながらも速かった。

鉄のカーテンを隔てた両陣営のマスコミが、頻繁に2つの大会の結果の比較を試みた。
フレンドシップ・ゲームズで出された結果を考慮すれば、ロサンゼルスオリンピックに東側諸国の選手が出場していれば、60種目以上でメダルを確保できることになる。東側諸国の選手は陸上競技では41種目中20種目、競泳では29種目のうち11種目でロサンゼルスオリンピックの記録を上回った。また、射撃の50mランニング・ターゲットでオリンピック金メダルを獲得した李玉偉の記録は、フレンドシップ・ゲームズの同種目では6位に過ぎない。加えて、ウェイトリフティングやレスリングでは、この当時のトップレベルの選手のほとんどがフレンドシップ・ゲームズに出場したものの、オリンピックには参加しなかった。
しかし数名のジャーナリストは、両大会が異なったコンディションや施設にあることを顧慮に入れないこの類の比較は妥当でないと指摘した。例えば女子100mの記録でマルリース・ゲールがエベリン・アシュフォードを僅かながらも上回ったというが、フレンドシップ・ゲームズの翌週に開催された大会でアシュフォードはゲールを破って世界新記録を樹立している。同様に、東側諸国は自転車競技の記録でオリンピックの記録より良かったものの、フレンドシップ・ゲームズは室内の板張りのトラックで開催されており、オリンピックは屋外のコンクリート製トラックでの開催だった。アフロアメリカン紙は次のように結論付けた。この種の比較は、まるでカール・ルイスがジェシー・オーウェンスより速く、モハメド・アリがジョー・ルイスより強く、競走馬のセクレタリアトがマンノウォーを振り切ると言ってるようなものだ。
両大会の比較は政治的な深刻さもうかがえるものだった。フレンドシップ・ゲームズの主催者側はマスコミに、今大会がオリンピックの代替大会ではないことを執拗に確信させようとした。このような態度はIOCが規定する処罰を避けるためだとも推察される。
ソ連の国営メディアなどは、度々今大会とオリンピックとの対比を仄めかした 。タス通信はフレンドシップ・ゲームズがオリンピック年における一大イベントだったと言明した。ソビエトスキー・スポーツ紙は、フレンドシップ・ゲームズこそがここ4年間のオリンピックサイクルにおけるメインイベントであるかのように描写した 。ソ連オリンピック委員会会長のマラート・グラモフは、過度の熱狂と迷妄にまみれたロサンゼルスオリンピックとは対照的に、社会主義諸国はオリンピックムーブメントの結束を強める職務に忠実であったと述べた。
IOCのディレクターであるモニク・ベルリウーは、フレンドシップ・ゲームズについては何であれ応答するつもりはないと語った。

## 余波
2006年にポーランドの政党である法と正義は、フレンドシップ・ゲームズのメダリストにはオリンピックのメダリストと同様の恩恵を与えるべきだと提案したが、その案が採決されることはなかった。
2022年2月のロシアがウクライナに軍事侵攻して以降、ロシアとその協力者であるベラルーシの選手はスポーツ界から締め出されていたが、2023年3月にIOCが中立の条件付きながら両国選手の国際大会への復帰を容認する方向性を示した。しかし2024年のパリオリンピックに出場を認めるかについては態度を保留している。これに対してロシアのスポーツ大臣であるオレグ・マティツィンは、パリオリンピック後に友好国を招いてワールド・フレンドシップ・ゲームズを実施する予定であることを明らかにした。

## 開催地一覧
| 競技                                                                                          | 開始日  | 閉幕日  | 会場                                                                  | 開催都市                                | 開催国                         |
| --------------------------------------------------------------------------------------------- | ------- | ------- | --------------------------------------------------------------------- | --------------------------------------- | ------------------------------ |
| アーチェリー                                                                                  | 8月23日 | 8月26日 |                                                                       | プルゼニ                                | チェコスロバキア社会主義共和国 |
| 陸上競技 男子                                                                                 | 8月17日 | 8月18日 | レーニンスタジアム                                                    | モスクワ                                | ソビエト連邦                   |
| 陸上競技 女子                                                                                 | 8月16日 | 8月18日 | エヴジェンロシッキ・スタジアム                                        | プラハ                                  | チェコスロバキア社会主義共和国 |
| バスケットボール                                                                              | 8月22日 | 8月30日 | CSKAユニバーサル・スポーツ・パレス及びディナモ・スポーツ・パレス      | モスクワ                                | ソビエト連邦                   |
| ボクシング                                                                                    | 8月18日 | 8月24日 | シウダド・デポルティバ                                                | ハバナ                                  | キューバ                       |
| カヌー                                                                                        | 7月21日 | 7月22日 |                                                                       | 東ベルリン, グルナウ                    | ドイツ民主共和国               |
| 自転車競技 ロードレース                                                                       | 8月23日 | 8月26日 | シュライツァー・ドライエック                                          | シュライツ及びフォルスト                | ドイツ民主共和国               |
| 自転車競技 トラックレース                                                                     | 8月18日 | 8月22日 | トレードユニオン・オリンピック・スポーツセンター自転車競技場          | モスクワ                                | ソビエト連邦                   |
| 飛込競技                                                                                      | 8月16日 | 8月19日 |                                                                       | ブダペスト                              | ハンガリー人民共和国           |
| 馬術                                                                                          | 8月6日  | 8月26日 | クションシュ展望公園及び ルブス・スポーツクラブ内のルメル馬術センター | ジェローナグラ, ソポト 及びヴァウブジフ | ポーランド人民共和国           |
| フェンシング                                                                                  | 7月15日 | 7月21日 | ブダペスト・スポルトチャルノク                                        | ブダペスト                              | ハンガリー人民共和国           |
| ホッケー 男子                                                                                 | 8月18日 | 8月26日 | ディナモ・スタジアム                                                  | モスクワ                                | ソビエト連邦                   |
| ホッケー 女子                                                                                 | 8月28日 | 8月30日 |                                                                       | ポズナニ                                | ポーランド人民共和国           |
| 体操競技 体操                                                                                 | 8月20日 | 8月26日 |                                                                       | オロモウツ                              | チェコスロバキア社会主義共和国 |
| 体操競技 新体操                                                                               | 8月17日 | 8月19日 | ウィンター・スポーツ・パレス                                          | ソフィア                                | ブルガリア人民共和国           |
| ハンドボール 男子                                                                             | 7月17日 | 7月21日 |                                                                       | ロストック及びマクデブルク              | 東ドイツ                       |
| ハンドボール 女子                                                                             | 8月21日 | 8月26日 |                                                                       | トレンチーン                            | チェコスロバキア社会主義共和国 |
| 柔道                                                                                          | 8月24日 | 8月26日 | 軍事技術大学スポーツホール                                            | ワルシャワ                              | ポーランド人民共和国           |
| 近代五種競技                                                                                  | 9月5日  | 9月9日  |                                                                       | ワルシャワ                              | ポーランド人民共和国           |
| ボート                                                                                        | 8月24日 | 8月26日 | トレードユニオン・オリンピックスポーツセンター人造池                  | モスクワ                                | ソビエト連邦                   |
| セーリング 470kg級、フィン級                                                                  | 8月20日 | 8月25日 | バラトン湖                                                            | バラトン湖                              | ハンガリー人民共和国           |
| セーリング フライング・ダッチメン級, ソリング級, スター級, トルネード級, ウインドグライダー級 | 8月19日 | 8月26日 | ピリタヨットセンター                                                  | タリン                                  | ソビエト連邦                   |
| 射撃                                                                                          | 8月19日 | 8月25日 | ダイナモ射撃場                                                        | モスクワ                                | ソビエト連邦                   |
| 競泳                                                                                          | 8月19日 | 8月25日 | オリンピスキ・スポーツ・コンプレックス競泳場                          | モスクワ                                | ソビエト連邦                   |
| 卓球                                                                                          | 7月2日  | 7月10日 |                                                                       | 平壌                                    | 朝鮮民主主義人民共和国         |
| テニス                                                                                        | 8月20日 | 8月26日 | バイルドン・カトヴィツェ・コート                                      | カトヴィツェ                            | ポーランド人民共和国           |
| バレーボール 男子                                                                             | 8月18日 | 8月26日 | シウダド・デポルティバ                                                | ハバナ                                  | キューバ                       |
| バレーボール 女子                                                                             | 7月8日  | 7月15日 |                                                                       | ヴァルナ                                | ブルガリア人民共和国           |
| 水球                                                                                          | 8月19日 | 8月26日 | シウダド・デポルティバ                                                | ハバナ                                  | キューバ                       |
| ウエイトリフティング                                                                          | 9月12日 | 9月16日 | カルチャー・スポーツ・パレス                                          | ヴァルナ                                | ブルガリア人民共和国           |
| レスリング フリースタイル                                                                     | 8月20日 | 8月22日 | ウィンター・スポーツ・パレス                                          | ソフィア                                | ブルガリア人民共和国           |
| レスリング グレコローマン                                                                     | 7月13日 | 7月15日 | ブダペスト・スポルトチャルノク                                        | ブダペスト                              | ハンガリー人民共和国           |
| レスリング サンボ                                                                             | 9月1日  | 9月2日  |                                                                       | ウランバートル                          | モンゴル人民共和国             |